# Акын, Мурат
Мурат Акын (тур. Murat Akın; род. 22 октября 1986, Синт-Никлас, Фламандский регион) — бельгийский футболист турецкого происхождения, играющий на позиции полузащитника.

## Клубная карьера
Родившийся в бельгийском городе Синт-Никлас Мурат Акын начинал свою карьеру футболиста в бельгийском «Беверене». 21 августа 2004 года он дебютировал в чемпионате Бельгии, выйдя на замену в конце домашнего поединка против «Андерлехта». 2006 и 2007 год Акын провёл за бельгийский «Синт-Никлас».
В середине января 2008 года Мурат Акын перешёл в клуб турецкой Суперлиги «Касымпаша», который по итогам того же сезона вылетел из неё. В августе 2010 года он был отдан в годовую аренду команде Первой лиги «Ордуспор». Затем Акын выступал за целый ряд турецких клубов Первой лиги и Суперлиги: «Антальяспор», «Коньяспор», «Кайсери Эрджиесспор», «Истанбул Башакшехир», «Кайсериспор», «Карабюкспор» и «Гёзтепе», а также за швейцарский «Виль» в первой половине Челлендж-лиги 2016/17 и «Сакарьяспор» в турецкой Второй лиге. 27 декабря 2015 года Мурат Акын сделал хет-трик за «Карабюкспор» в домашнем матче с «Гёзтепе», проходившем в рамках Первой лиги.
С середины января 2018 года Акын выступает за «Карабюкспор» в Суперлиге.